# Oshtoran Kuh

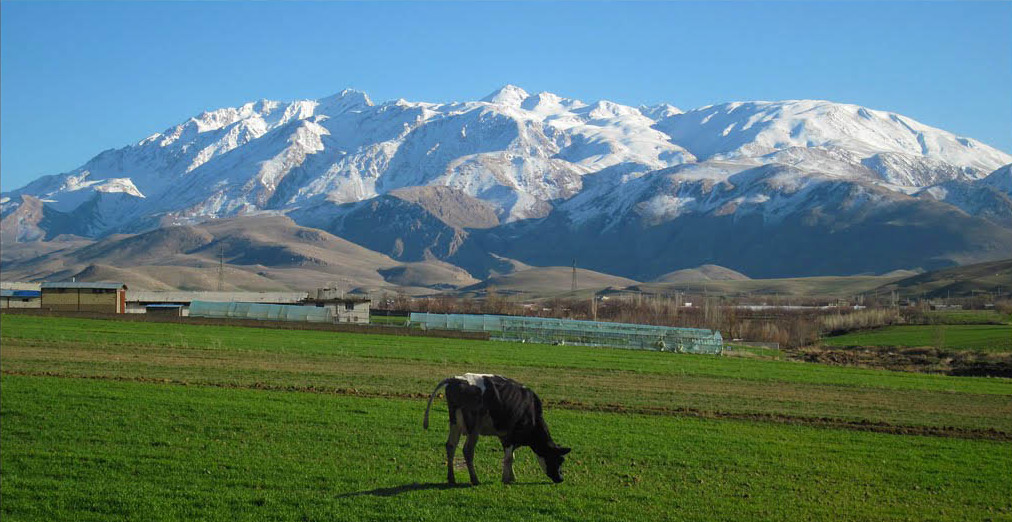
Vue générale de l'Oshtoran Kuh.

L'Oshtoran Kuh (persan : گرانکوه تخت سليمان) est un massif du Zagros, regroupant de nombreux sommets de plus de 4 000 m d'altitude, dont le plus élevé est San-Borān avec 4 150 m. Le massif suit une orientation nord-ouest/sud-est et est situé à 15 km au sud de la ville de Doroud dans la province du Lorestan, dont il est le point culminant.

## Étymologie
Oshtoran Kuh signifie la « montagne des chameaux » en persan. Le massif est nommé ainsi en raison de sa forme étalé avec huit sommets de plus de 4 000 m se succédant, faisant penser à une caravane de chameaux.

## Géologie
Situé dans la zone géologique structural du Lorestan, l'Oshtoran Kuh est principalement composé de roches calcaires du Jurassique-Crétacé.

## Protection environnementale
L'Oshtoran Kuh fait partie de la réserve naturelle de l'Oshtoran Kuh qui s'étend sur 98 000 hectares et dans lequel se trouve le lac de Gahar. Parmi les mammifères présents dans la réserve, on retrouve entre autres l'ours brun, le loup gris, la hyène, le chat sauvage et le sanglier.

## Population
Différentes tribus de la branche Tchahar Lang des Bakhtiaris vivent dans la zone de l'Oshtoran Kuh.